# 同情
同情（也称同情心）是對自身以外的生命的痛苦或需要的感知、理解和反應。 根據大衛·休謨（David Hume）的說法，同情心的關注始於人們由自身觀點，轉向對於有需求的他者的觀點的過程；休謨解釋道，之所以如此，是因為“所有人的心智在感覺和運作上都是相似的”，並且“一個人的動作會與其他人溝通”。
有人認為，同情心產生的原因，除了同理心之外，還與公平、正義、相互依存等情緒有關。它牽涉到人類在某個特定情境下的自由意志，被認為是人類天性之一，也是理性的根源。

## 心理学裡的同情
心理学上“同理心”（empathy）與同情（Compassion）、同情心（sympathy）有些許不同，“同情心”包含情感部分的感同身受，而“同理心”則強調以理性角度出發的理解。

## 哲学和宗教裡的同情

### 西方哲学
自由意志论派哲学家认为理性根源来自同情心。

### 印度哲学
“同情”或“怜悯”在印度哲学和印度教育哲学经典《吠陀》中，被赞扬爲人类伟大特质之一。

### 佛教
在佛教中，同情心体现在慈悲心。

### 引用
- 罗杰·克瑞斯普（英语：Roger Crisp）：《同情及其超越 （页面存档备份，存于）》